# Eduard Ey-Steineck
Eduard Ey-Steineck (* 2. November 1849 in Duderstadt; † 23. August 1931 in Berlin) war ein preußischer Generalmajor.

## Leben
Geboren als Sohn eines Gutsbesitzers besuchte Ey das Gymnasium in Clausthal, wo er 1867 das Abitur ablegte. Ab 1867 studierte er an der dortigen Bergakademie Naturwissenschaften und wurde Mitglied der kurz zuvor gegründeten Montana. 1869 leistete er beim Train in Hannover seinen Militärdienst ab. Ey nahm am Krieg gegen Frankreich teil, in dem er mit dem Eisernen Kreuz II. Klasse ausgezeichnet wurde. Im Winter 1870 geriet er in französische Kriegsgefangenschaft, die er auf der Insel Oléron verbrachte. Unter dem Einfluss des ihm befreundeten August von Mackensen gab er das Studium auf und schlug die Offizierslaufbahn in der Preußischen Armee ein. Im Oktober 1871 wurde Ey etatmäßiger Sekondeleutnant beim Garde-Train-Bataillon in Berlin und im gleichen Jahr in das Westfälische Train-Bataillon Nr. 7 nach Münster versetzt. 1889 folgte seine Ernennung zum Kompaniechef. 1899 wurde Ey Major und Kommandeur des Ostpreußischen Train-Bataillons Nr. 1 in Königsberg. Bis 1908 avancierte er zum Oberst und war zuletzt als Direktor der 1. Train-Direktion in Danzig tätig. Am 17. Mai 1910 wurde Ey in Genehmigung seines Abschiedsgesuches mit der gesetzlichen Pension unter Verleihung des Charakters als Generalmajor zur Disposition gestellt.
Nach seiner Verabschiedung ließ er sich in Detmold nieder. Bei Ausbruch des Ersten Weltkriegs wurde Ey als z.D.-Offizier wiederverwendet und als Kommandant des größten deutschen Kriegsgefangenenlagers in Münster eingesetzt. 1916 schied er erneut aus dem Dienst und zog sich wieder nach Detmold zurück. Er starb in Berlin, wohin er 1931 übergesiedelt war, und wurde auf dem dortigen Invalidenfriedhof beigesetzt.